# أندرس زورن
أندرس زورن (بالسويدية: Anders Zorn)‏ (و. 1860 – 1920 م) هو رسام، ونحات، ورسام مائي، ونقاش سويدي، ولد في مورا، توفي في مورا، عن عمر يناهز 60 عاماً.

## التعليم
تعلم في الأكاديمية الملكية السويدية للفنون.

## روابط خارجية
- أندرس زورن على موقع الموسوعة البريطانية (الإنجليزية)
- أندرس زورن على موقع ميوزك برينز (الإنجليزية)